# Борьба с «низкопоклонством перед Западом»
Борьба с «низкопоклонством перед Западом» (также борьба с «преклонением перед гнилым Западом», «пресмыкательством перед иностранщиной» и т. п., иногда более широко  борьба с «низкопоклонством перед заграницей») — две взаимосвязанных кампании сталинского времени, предвоенная и послевоенная (совпавшая по времени с кампанией по «борьбе с космополитизмом»), направленные на окончательную ликвидацию всяких, прежде всего культурных, связей советского общества с Западным миром, и любых культурно-исторических элементов (объявленных советской пропагандой «пережитками»), способных обосновать необходимость или целесообразность поддержания таких связей. Попавшие массово в лагеря ГУЛАГа по обвинению в «низкопоклонстве перед Западом» советские граждане именовались на чекистско-уголовном сленге «низкопоклонники».

## История термина

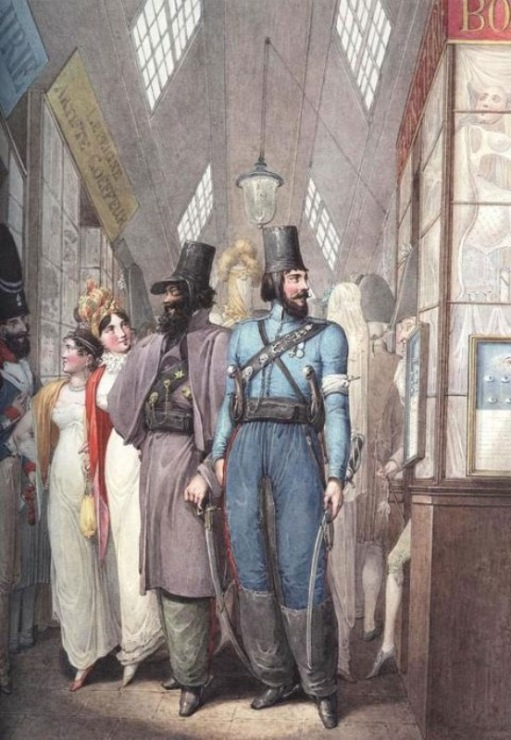
«Русские казаки в Париже». Георг Эмануэль Опиц

Термин «низкопоклонство» был введён в научный оборот в 1930-е годы на волне радикального пересмотра приближёнными к Сталину советскими историками истории СССР в направлении господства «русских приоритетов» над идеями «мировой революции». Концепт этот не был новым, о «преклонении перед Западом» (Николай Страхов) и вообще о «раболепстве перед иностранцами» (Александр Бороздин), как о негативном явлении, особенно распространённом в среде мещанства, бар, дворянства, и интеллигенции, русские мыслители писали ещё в XIX веке, но не предлагали при этом никаких карательных мер по отношению к «преклоняющимся». Термин «низкопоклонство» был заимствован из трудов русского мыслителя-«западника» Александра Герцена, который не усматривал в этом определении чего-либо постыдного и применял его вне какой-либо негативной коннотации, как описательный термин, констатацию определённых настроений в среде российской знати, прежде всего молодёжи, свидетелем которых он сам являлся:

Нужно было видеть почтение, благоговение, низкопоклонство, изумление молодых русских, приезжавших в Париж!— Александр Герцен о поездках русских в Париж в 1840-е годы (1867)
Для сталинской кампании был характерен антизападный вектор, поскольку, к примеру о «низкопоклонстве перед татарами» или «низкопоклонстве перед ордой», о котором писал мыслитель-«евразиец» Николай Трубецкой в контексте монголо-татарского ига («Подлое низкопоклонство и заискивание перед татарами, стремление извлечь из татарского режима побольше личных выгод, хотя бы ценой предательства, унижения и компромиссов с совестью») и идею чего распространяли в 1920-е годы попавшие в эмиграцию «евразийцы», в советской исторической литературе сталинского периода умалчивается.

## Первая кампания (1937—1939, 1939—1941, 1941—1945)
Первый, предвоенный период можно условно подразделить на три этапа: до августа 1939 года, до июня 1941 года и после, поскольку налаживание отношений с Германией и с фашистским руководством делало невозможным дальнейшие выпады в адрес немецкой истории и культуры, акцент в кампании по борьбе с «низкопоклонством» смещается на «англофилов», то есть на всех заподозренных в симпатиях к Великобритании и США. С началом войны и оформлением союзников по антигитлеровской коалиции курс политики борьбы с «низкопоклонством» разворачивается вспять, теперь уже под прицелом сменившей конъюнктуру сталинской публицистики оказываются «германофилы», а достижения Великобритании и США начинают превозноситься.

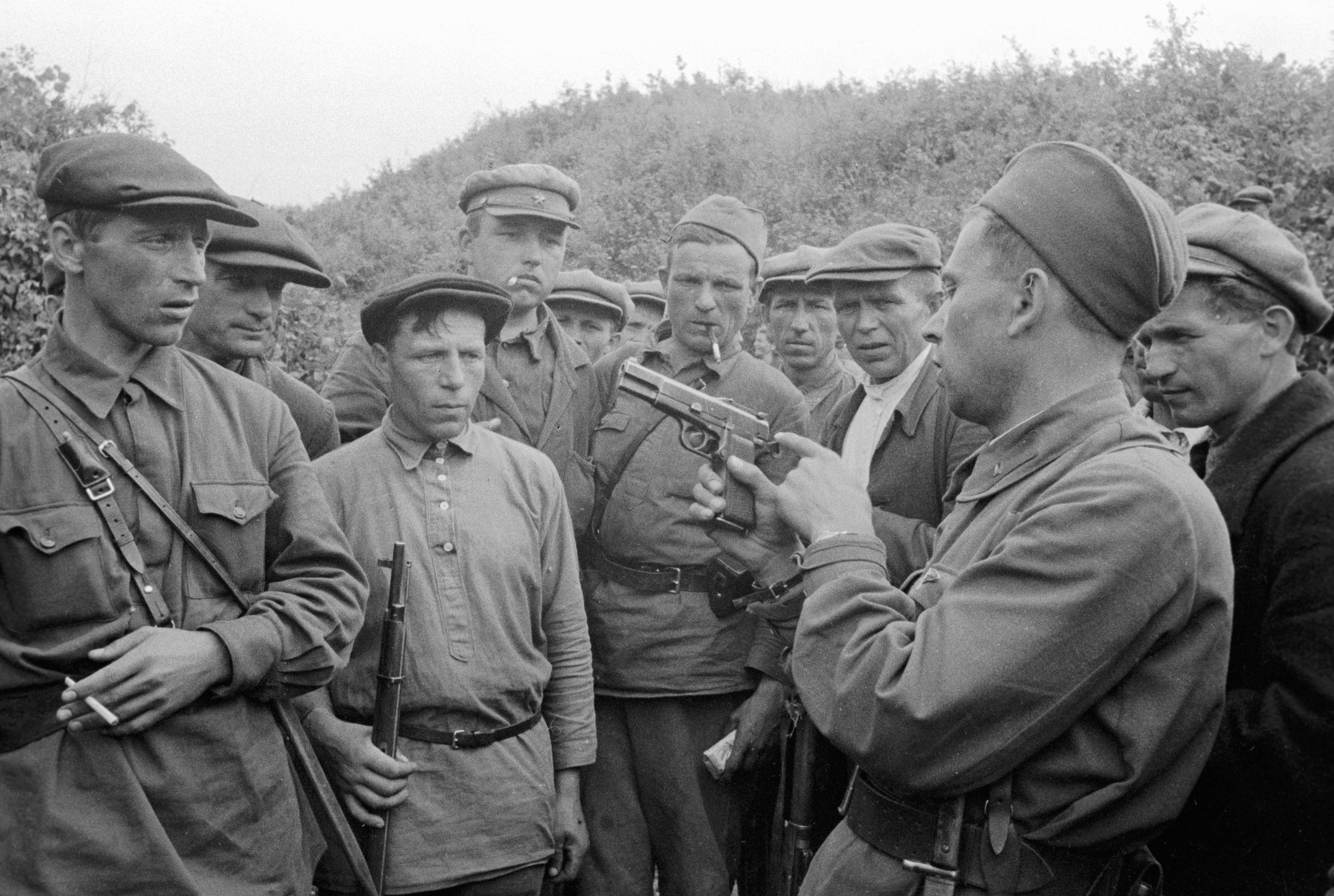
В годы войны в СССР массово поступало западное оружие, техника и провиант, однако, восторгаться этим для рядового гражданина было чревато заключением от 10 до 25 лет

Отдельные всплески борьбы с «низкопоклонством» происходили и в годы войны, но подспудно. Типичные формулировки из приговоров военных трибуналов, подходившие под готовый состав преступления «Антисоветская агитация и пропаганда» (58-я статья), так называемые «литерные составы», закамуфлированные под разнообразные аббревиатуры: с 1941 года — «восхваление американской [военной] техники» (ВАТ, — с момента первых американских поставок по ленд-лизу в 1941 году), «восхваление немецкой техники» (ВНТ), «высказывание прогерманских настроений» (ВПГ) и «связи, ведущие к подозрению в шпионаже» (СВПШ), то есть любые несанкционированные или неформальные контакты с иностранцами за рубежом или с иностранцами, переселившимися в СССР, а с 1947 года ещё и «восхваление американской демократии» (ВАД), а всё, что не вписывалось в вышеописанное, но также было наказуемым, определялось как «вынашивание антисоветских настроений» (ВАС) и как «недоказанный шпионаж» (НШ). В следственных материалах можно встретить такие фабулы: «[подследственный] восхищался американским оружием и военной техникой» (полученными СССР по ленд-лизу) и т. п.
Процесс борьбы с «низкопоклонством перед Западом» частично совпал с декриминализацией ранее жёстко табуированных атрибутов позднего царского времени (реабилитацией казачества, введением синих мундиров для силовых структур, офицерских и генеральских званий вместо «званий комсостава», а затем погон и т. п.) и сотрудничеством советской власти и Русской православной церкви.

## Вторая кампания (1946—1948, 1948—1953)

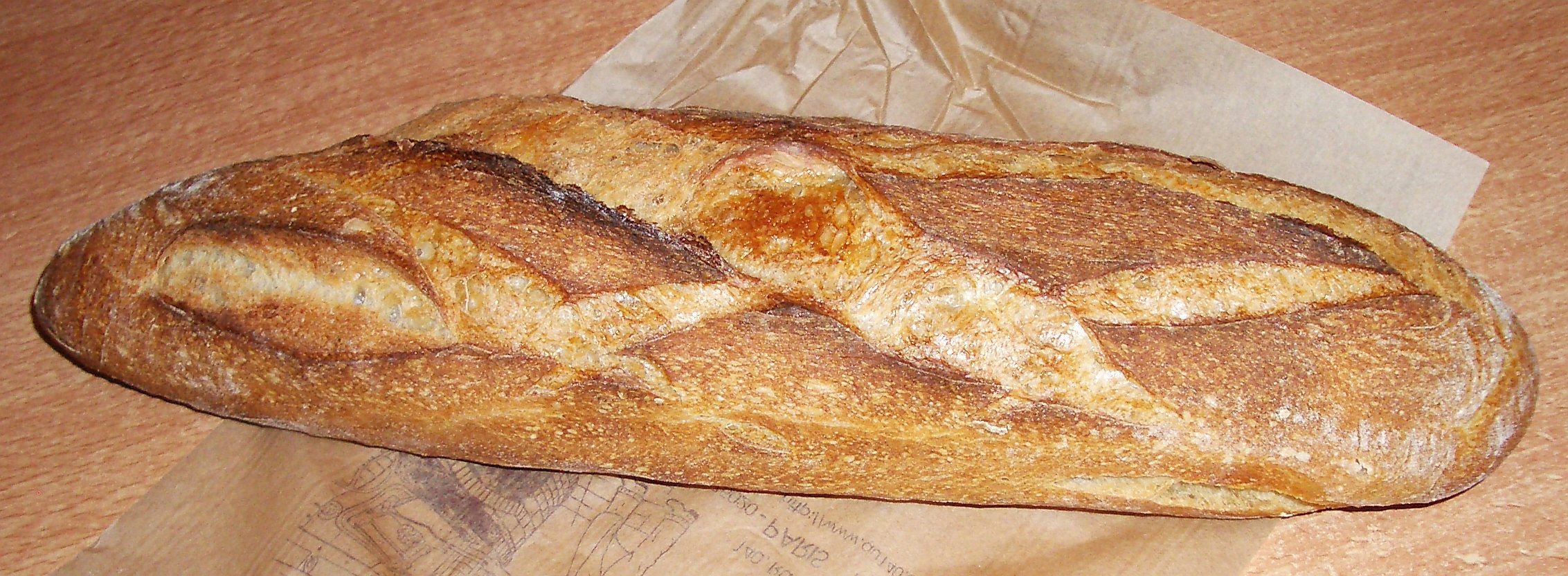
Послевоенная кампания массовых переименований, нередко абсурдных, затронула всё в жизни общества, вплоть до названий хлебобулочных изделий. «Французская булка» стала «городской»

Возобновление гонений начинается вскоре после окончания войны и в активной форме (то есть с конкретными юридическими последствиями для заподозренных в «низкопоклонстве») продолжается вплоть до смерти Сталина и некоторое время после неё, попутно с другими всесоюзными политическими кампаниями — по борьбе с «безыдейщиной», «аполитизмом», «идеализмом», «космополитизмом», «формализмом», «вейсманизмом-морганизмом», «еврейским буржуазным национализмом» и др. (борьбой с «достоевщиной» в литературе и искусстве, с «веселовщиной» в литературоведении, с «марризмом», индоевропеистикой и компаративистикой — в лингвистике и т. п.), — проводились «собрания», «суды чести» и тому подобные формы псевдосоциальной активности по указке властей. Свой вклад в активизацию кампании в послевоенное время и развязывание травли неугодных внесли некоторые видные советские учёные, в частности академик Пётр Леонидович Капица (сам вскоре обвинённый в «пропаганде откровенного космополитизма»). Апогей травли властями неугодных режиму наблюдается в 1948 году, когда процесс сливается с кампанией по борьбе с «безродными космополитами» и приобретает шовинистические формы. Перечень переименуемого помимо уже традиционно преследуемых английских, французских и германских терминов, дополняется теперь терминами еврейского происхождения. Помимо переименований населённых пунктов, которые ещё можно объяснить некими рациональными соображениями советского патриотизма (например, целый ряд населённых пунктов с названием «Карловка»; или, более тонкий ход, как, например, слияние Фридриховки с Волочиском, поскольку название «Карловка» не обязательно отождествлялось с Марксом, а переименование Фридриховки могло быть расценено как хула на одного из двух «столпов» марксизма — Фридриха Энгельса), без разбору переименовывается всё подряд, от марок папирос до видов спорта. На географических картах переименовываются различные географические объекты, в первую очередь, острова, в том числе и являющиеся иностранными территориями (Шпицберген — «Грумант»). Процесс «русификации» проходят теперь уже не только франко-, германо- или англоязычные заимствования, но и другие «не по-русски» звучащие слова, убираются или заменяются русские прилагательные («французская булка», «парижский батон», «турецкие хлебцы», «венская сдоба», «французская борьба», «вольно-американская борьба», «швейцарская борьба» и т. д.). Попутно массово вводятся в научный оборот исторические фальсификации и мистификации о русском приоритете в различных сферах научно-технического прогресса и общественной жизни, в связи с которыми широкое хождение получает анекдот на типичном для сталинских лет эзоповом языке, о «Товарище Сталине — лучшем друге советских историков». Табуизируются и запрещаются целые сферы научного знания и научные дисциплины. Апофеоз репрессий для рядового населения также пришёлся на послевоенное время, о жестокости репрессивных мер можно судить на примере актрисы Зои Фёдоровой, получившей 25 лет лагерей с конфискацией имущества за то, что забеременела от американца.